# STX12
STX12‏ (Syntaxin 12) هوَ بروتين يُشَفر بواسطة جين STX12 في الإنسان.